# Wenzel Lorenz
Wenzel Lorenz (10. ledna 1875 Grasseth – 30. září 1953 Vídeň) byl československý politik německé národnosti a meziválečný senátor Národního shromáždění ČSR za Německou sociálně demokratickou stranu dělnickou v ČSR.

## Biografie
Od mládí se angažoval v odborovém a dělnickém hnutí. Působil jako vedoucí konzumního družstva v Staré Roli, které se pod jeho vedení vyvinulo v jednu z největších organizací tohoto typu mezi etnickými Němci v českých zemích. V letech 1919–1921 byl starostou obce Stará Role.
V parlamentních volbách v roce 1920 získal senátorské křeslo v Národním shromáždění. V senátu setrval do roku 1925. Profesí byl správcem konzumu ve Staré Roli.
Po roce 1945 přesídlil do Vídně, kde se angažoval ve spolcích vysídlených sudetských Němců.